# 小行星1150
小行星1150（1150 Achaia）是一颗围绕太阳公转的小行星。1929年9月2日，卡爾·威廉·萊茵姆特在海德堡发现了此天体。
該小行星以希臘的阿哈伊亞專區命名。
这颗小行星的绝对星等为139.09893等。